# Cryptocarya williwilliana
Cryptocarya williwilliana är en lagerväxtart som beskrevs av B.P.M. Hyland & Floyd. Cryptocarya williwilliana ingår i släktet Cryptocarya och familjen lagerväxter. Inga underarter finns listade i Catalogue of Life.